# Liste des monuments aux morts dans la Creuse
Pour un article plus général, voir Liste des œuvres d'art de la Creuse.
Cet article vise à recenser les monuments aux morts dans la Creuse, en France.

## Liste
Les monuments sont classés par ordre alphabétique de communes, ou anciennes communes. Si une commune possède plusieurs monuments, ils sont classés par ordre chronologique des conflits commémorés.
| Œuvre                                                         | Auteur                                 | Commune                      | Localisation                                                                            | Notes                                      | Installation | Coordonnées                      | Illustration |
| ------------------------------------------------------------- | -------------------------------------- | ---------------------------- | --------------------------------------------------------------------------------------- | ------------------------------------------ | ------------ | -------------------------------- | --- |
| Monument aux morts                                            | À déterminer                           | Ahun                         | Sur la place Defumade, devant l'église Saint-Sylvain                                    |                                            | 1925         | 46° 05′ 14″ nord, 2° 02′ 44″ est | Monument aux morts d'Ahun |
| Monument aux morts                                            | À déterminer                           | Ajain                        | Intersection de la route de Guéret (RN 2145) et de la rue de l'Église                   |                                            | 1923         | 46° 12′ 27″ nord, 1° 59′ 56″ est | Monument aux morts d'Ajain |
| Mémorial des Creusois morts pour la France en Afrique du Nord | À déterminer                           | Ajain                        | Route de Guéret                                                                         |                                            | À déterminer | 46° 12′ 27″ nord, 1° 59′ 56″ est | Mémorial des Creusois morts pour la France en Afrique du Nord                                                                                  |
| Monument aux morts                                            | À déterminer                           | Alleyrat                     | Dans la cour de la mairie                                                               |                                            | 1923         | à géolocaliser                   | Image manquante |
| Monument aux morts                                            | À déterminer                           | Anzême                       | Sur la place de la Mairie                                                               |                                            | 1922         | à géolocaliser                   | Image manquante |
| Monument aux morts                                            | À déterminer                           | Arfeuille-Châtain            | Au bourg de Châtain, intersection de la RD 27 et de la route menant à Douleix           |                                            | À déterminer | 46° 03′ 54″ nord, 2° 26′ 05″ est | Monument aux morts d'Arfeuille-Châtain |
| Monument aux morts                                            | À déterminer                           | Arrènes                      | Intersection de la rue du Lavoir (RD 48) et de la rue de l'Église (RD 50)               |                                            | 1922         | à géolocaliser                   | Monument aux morts |
| Monument aux morts                                            | À déterminer                           | Ars                          | À côté de la mairie                                                                     |                                            | 1924         | à géolocaliser                   | Monument aux morts |
| Monument aux morts de 1870-1871                               | À déterminer                           | Aubusson                     | Dans le cimetière                                                                       |                                            | À déterminer | à géolocaliser                   | Image manquante |
| Monument aux morts de 1914-1918                               | À déterminer                           | Aubusson                     | Dans l'église                                                                           |                                            | À déterminer | à géolocaliser                   | Image manquante |
| Le partage des lauriers (monument aux morts)                  | Auguste Lardillier                     | Aubusson                     | Sur la place de la Libération                                                           |                                            | 1921         | à géolocaliser                   | Le partage des lauriers (monument aux morts)« Monument aux morts de 1914-1918 ou Le partage des lauriers à Aubusson », sur À nos grands hommes |
| Monument aux morts en déportation                             | Claude Bouscau                         | Aubusson                     | Intersection de la RD 941 et de la RD 59                                                |                                            | 1956         | à géolocaliser                   | Image manquante |
| Monument aux morts                                            | À déterminer                           | Auge                         | À côté de l'église Saint-Symphorien                                                     |                                            | À déterminer | à géolocaliser                   | Image manquante |
| Monument aux morts                                            | À déterminer                           | Augères                      | En face de la mairie                                                                    |                                            | À déterminer | à géolocaliser                   | Image manquante |
| Monument aux morts                                            | À déterminer                           | Aulon                        | Sur la place Jean Caillaud, près de la mairie                                           |                                            | 1923         | à géolocaliser                   | Image manquante |
| Monument aux morts                                            | À déterminer                           | Auriat                       | À côté de l'église Saint-Pierre-ès-Liens                                                |                                            | À déterminer | à géolocaliser                   | Image manquante |
| Monument aux morts de 1914-1918                               | À déterminer                           | Auzances                     | Dans l'église Saint-Jacques                                                             | Plaque.                                    | À déterminer | à géolocaliser                   | Image manquante |
| Monument aux morts                                            | À déterminer                           | Auzances                     | Sur la place du 11 Novembre                                                             |                                            | 1923         | à géolocaliser                   | Image manquante |
| Monument aux morts                                            | À déterminer                           | Azat-Châtenet                | À déterminer                                                                            |                                            | À déterminer | à géolocaliser                   | Image manquante |
| Monument aux morts                                            | À déterminer                           | Azerables                    | À côté de l'église Saint-Georges                                                        |                                            | 1919         | à géolocaliser                   | Image manquante |
| Monument aux morts                                            | À déterminer                           | Banize                       | En face de la mairie                                                                    |                                            | À déterminer | 45° 55′ 56″ nord, 1° 59′ 53″ est | Monument aux morts de Banize |
| Monument aux morts                                            | À déterminer                           | Basville                     | À côté de l'église Sainte-Anne                                                          |                                            | 1921         | à géolocaliser                   | Monument aux morts |
| Monument aux morts                                            | Élie Parouty                           | Bazelat                      | À déterminer                                                                            |                                            | 1923         | à géolocaliser                   | Image manquante |
| Monument aux morts                                            | À déterminer                           | Beissat                      | Sur la façade de la mairie                                                              | Plaque.                                    | À déterminer | à géolocaliser                   | Image manquante |
| Monument aux morts de 1914-1918                               | André Fourton                          | Bellegarde-en-Marche         | Dans l'église de l'Assomption-de-la-Très-Sainte-Vierge                                  |                                            | À déterminer | à géolocaliser                   | Monument aux morts de 1914-1918 |
| Monument aux morts                                            | À déterminer                           | Bellegarde-en-Marche         | Intersection de la RD 988 et de la rue des Bouquets                                     |                                            | 1924         | à géolocaliser                   | Image manquante |
| Monument aux morts de 1914-1918                               | Félix Honorat                          | Bénévent-l'Abbaye            | Dans l'église Saint-Barthélémy                                                          | Plaques.                                   | À déterminer | à géolocaliser                   | Monument aux morts de 1914-1918 |
| Monument aux morts                                            | Eugène Girault                         | Bénévent-l'Abbaye            | À côté de l'église Saint-Barthélémy                                                     |                                            | 1921         | à géolocaliser                   | Monument aux morts |
| Monument aux morts                                            | Camille Raguet                         | Bétête                       | À déterminer                                                                            |                                            | À déterminer | à géolocaliser                   | Image manquante |
| Monument aux morts                                            | À déterminer                           | Blaudeix                     | À côté de l'église Saint-Jean-Baptiste                                                  |                                            | 1923         | 46° 13′ 48″ nord, 2° 05′ 03″ est | Monument aux morts de Blaudeix |
| Monument aux morts                                            | À déterminer                           | Blessac                      | 6 rue du Château (RD 17)                                                                |                                            | 1921         | à géolocaliser                   | Image manquante |
| Poilu étreignant le drapeau (monument aux morts)              | Copie d'après Charles-Eugène Breton    | Bonnat                       | Sur la place de la Promenade                                                            |                                            | 1922         | à géolocaliser                   | Image manquante |
| Poilu écrasant l'aigle allemand (d) (monument aux morts)      | Copie d'après Charles-Henri Pourquet   | Bord-Saint-Georges           | Au chevet de l'église Saint-Sulpice                                                     |                                            | 1922         | 46° 15′ 38″ nord, 2° 17′ 53″ est | Image manquante |
| Monument aux morts                                            | À déterminer                           | Bosmoreau-les-Mines          | À côté du cimetière                                                                     |                                            | 1954         | à géolocaliser                   | Image manquante |
| Monument aux morts                                            | À déterminer                           | Bosroger                     | À côté de l'église Saint-Laurent                                                        |                                            | 1920         | à géolocaliser                   | Monument aux morts |
| Monument aux morts de 1914-1918                               | À déterminer                           | Bourganeuf                   | Dans l'église Saint-Jean-Baptiste                                                       | Représente une Pietà.                      | À déterminer | à géolocaliser                   | Image manquante |
| Monument aux morts                                            | À déterminer                           | Bourganeuf                   | À l'entrée du cimetière                                                                 |                                            | À déterminer | à géolocaliser                   | Image manquante |
| Monument aux morts                                            | À déterminer                           | Boussac                      | Sur la place du Souvenir Français, près du cimetière                                    |                                            | 1924         | à géolocaliser                   | Image manquante |
| Monument aux morts                                            | À déterminer                           | Boussac                      | Dans l'église Sainte-Anne                                                               |                                            | À déterminer | à géolocaliser                   | Image manquante |
| Monument aux morts de 1914-1918                               | À déterminer                           | Boussac-Bourg                | Dans l'église Saint-Martin                                                              |                                            | À déterminer | à géolocaliser                   | Image manquante |
| Poilu écrasant l'aigle allemand (d) (monument aux morts)      | Copie d'après Charles-Henri Pourquet   | Boussac-Bourg                | Dans le cimetière                                                                       |                                            | 1920         | à géolocaliser                   | Image manquante |
| Monument aux morts                                            | À déterminer                           | Budelière                    | À déterminer                                                                            |                                            | À déterminer | à géolocaliser                   | Image manquante |
| Monument aux morts                                            | À déterminer                           | Bussière-Nouvelle            | À côté de l'église Sainte-Marie-Madeleine                                               |                                            | 1922         | 46° 01′ 09″ nord, 2° 25′ 38″ est | Monument aux morts de Bussière-Nouvelle |
| Monument aux morts                                            | À déterminer                           | Bussière-Saint-Georges       | RD 2                                                                                    |                                            | 1921         | à géolocaliser                   | Image manquante |
| Monument aux morts                                            | À déterminer                           | Chamberaud                   | Entre la mairie et l'église Saint-Blaise                                                |                                            | À déterminer | à géolocaliser                   | Monument aux morts |
| Monument aux morts                                            | À déterminer                           | Champagnat                   | À côté de l'église Saint-Martial                                                        |                                            | 1924         | 46° 01′ 03″ nord, 2° 16′ 59″ est | Monument aux morts de Champagnat |
| Poilu étreignant le drapeau (monument aux morts)              | Copie d'après Charles-Eugène Breton    | Charron                      | À côté de l'église Saint-Martin                                                         |                                            | À déterminer | à géolocaliser                   | Poilu étreignant le drapeau (monument aux morts)                                                                                               |
| Monument aux morts                                            | À déterminer                           | Châtelus-Malvaleix           | À déterminer                                                                            |                                            | À déterminer | à géolocaliser                   | Image manquante |
| Monument aux morts                                            | À déterminer                           | Chavanat                     | À déterminer                                                                            |                                            | À déterminer | à géolocaliser                   | Image manquante |
| Monument aux morts de 1914-1918                               | À déterminer                           | Chénérailles                 | Dans l'église Saint-Barthélémy                                                          |                                            | À déterminer | à géolocaliser                   | Monument aux morts de 1914-1918 |
| Monument aux morts de 1914-1918                               | À déterminer                           | Chénérailles                 | Sur la place du Champ de Foire                                                          |                                            | 1922         | à géolocaliser                   | Image manquante |
| Monument aux morts de 1939-1945                               | À déterminer                           | Chénérailles                 | Sur la place du Champ de Foire                                                          |                                            | À déterminer | à géolocaliser                   | Image manquante |
| Le Poilu victorieux (monument aux morts)                      | Copie d'après Eugène Bénet             | Chéniers                     | À déterminer                                                                            |                                            | À déterminer | à géolocaliser                   | Image manquante |
| Monument aux morts                                            | À déterminer                           | Clairavaux                   | Devant la mairie                                                                        |                                            | 1922         | 45° 46′ 59″ nord, 2° 10′ 00″ est | Monument aux morts de Clairavaux |
| Monument aux résistants fusillés le 14 juillet 1944           | À déterminer                           | Clairavaux                   | Au lieu-dit « les Trois Ponts »                                                         |                                            | À déterminer | 45° 46′ 39″ nord, 2° 09′ 47″ est | Monument aux résistants fusillés le 14 juillet 1944                                                                                            |
| Monument aux morts                                            | Marius Saïn (de)                       | Clugnat                      | Sur la place de l'Église, au bord de la rue du Docteur-Tuquet                           |                                            | 1919         | 46° 18′ 28″ nord, 2° 07′ 05″ est | Monument aux morts de Clugnat |
| Monument aux morts                                            | À déterminer                           | Cressat                      | Route de la Gare (RD 990), à l'est de la mairie                                         |                                            | À déterminer | 46° 08′ 28″ nord, 2° 06′ 27″ est | Monument aux morts de Cressat |
| La Victoire en chantant (monument aux morts)                  | Copie d'après Charles Édouard Richefeu | Croze                        | Devant la mairie                                                                        |                                            | 1921         | à géolocaliser                   | La Victoire en chantant (monument aux morts)« Monument aux morts de 1914-1918 ou la Victoire en chantant à Croze », sur À nos grands hommes    |
| Poilu baïonnette au canon (d) (monument aux morts)            | Copie d'après Étienne Camus            | Domeyrot                     | À déterminer                                                                            |                                            | À déterminer | à géolocaliser                   | Image manquante |
| Poilu au repos (monument aux morts)                           | Copie d'après Étienne Camus            | Dontreix                     | Sur un parking, au bord de la RD 91                                                     |                                            | 1922         | 45° 59′ 13″ nord, 2° 33′ 32″ est | Monument aux morts de Dontreix |
| Monument aux morts                                            | Prosper Lecourtier                     | Évaux-les-Bains              | Sur la place Serge-Cléret, devant l'office de tourisme                                  | Érigé[Où ?] en 1921.                       | 1985         | 46° 10′ 31″ nord, 2° 29′ 09″ est | Monument aux morts d'Évaux-les-Bains |
| Monument aux morts de 1914-1918                               | À déterminer                           | Faux-la-Montagne             | Dans l'église Saint-Étienne                                                             |                                            | À déterminer | à géolocaliser                   | Monument aux morts de 1914-1918 |
| Monument aux morts                                            | À déterminer                           | Fontanières                  | Intersection de la RD 24 et de la RD 996, en face de la mairie                          |                                            | 1922         | à géolocaliser                   | Image manquante |
| Monument aux morts                                            | À déterminer                           | Fransèches                   | Devant la mairie                                                                        |                                            | À déterminer | à géolocaliser                   | Monument aux morts |
| En avant (monument aux morts)                                 | Copie d'après Paul Henri Graf          | Genouillac                   | Sur la place du Monument                                                                |                                            | 1921         | à géolocaliser                   | En avant (monument aux morts) |
| Monument aux morts                                            | Jules Pollacchi                        | Gentioux-Pigerolles          | Intersection de la route de Pigerolles (RD 8) et de la rue de la Fontaine (RD 992)      | Inscrit MH (1990)                          | 1922         | à géolocaliser                   | Monument aux morts |
| Poilu au repos (monument aux morts)                           | Copie d'après Étienne Camus            | Gouzon                       | Sur la place de l'Église                                                                |                                            | 1922         | 46° 11′ 31″ nord, 2° 14′ 20″ est | Monument aux morts de Gouzon |
| Monument aux morts de Gouzougnat                              | À déterminer                           | Gouzougnat (Gouzon)          | Au nord de l'église                                                                     |                                            | À déterminer | 46° 09′ 47″ nord, 2° 11′ 05″ est | Monument aux morts de Gouzougnat |
| Monument aux morts d'Issoudun                                 | À déterminer                           | Issoudun-Létrieix            | Devant la mairie, à l'intersection de la RD 54 et de la route des Versannes             |                                            | À déterminer | 46° 03′ 37″ nord, 2° 08′ 36″ est | Monument aux morts d'Issoudun-Létrieix |
| Monument aux morts                                            | À déterminer                           | Jarnages                     | rue du Jardin-Public, au sud de l'église                                                |                                            | À déterminer | 46° 10′ 51″ nord, 2° 05′ 08″ est | Monument aux morts de Jarnages |
| Monument aux morts de 1914-1918                               | À déterminer                           | Jarnages                     | Dans l'église Saint-Michel                                                              |                                            | À déterminer | à géolocaliser                   | Monument aux morts de 1914-1918 |
| Monument aux morts                                            | Prosper Lecourtier                     | Jouillat                     | Sur la place des Arbres                                                                 |                                            | 1924         | à géolocaliser                   | Image manquante |
| Monument aux morts                                            | À déterminer                           | La Celle-sous-Gouzon         | À côté de la mairie                                                                     |                                            | À déterminer | 46° 12′ 52″ nord, 2° 12′ 36″ est | Monument aux morts de La Celle-sous-Gouzon |
| Poilu au repos (monument aux morts)                           | Copie d'après Étienne Camus            | La Cellette                  | À côté de l'église Saint-Avit                                                           |                                            | 1921         | 46° 24′ 14″ nord, 2° 00′ 54″ est | Monument aux morts de La Cellette |
| Monument aux morts                                            | Alexandre Coursaget                    | La Chaussade                 | RD 39, à côté de l'église Saint-Pierre-et-Saint-Paul                                    |                                            | 1927         | 45° 59′ 21″ nord, 2° 14′ 07″ est | Monument aux morts de La Chaussade |
| Monument aux morts (ancien)                                   | À déterminer                           | La Courtine                  | Rue de la Gasne                                                                         |                                            | À déterminer | 45° 42′ 19″ nord, 2° 15′ 28″ est | Monument aux morts de La Courtine |
| Monument aux morts (récent)                                   | À déterminer                           | La Courtine                  | Devant la mairie                                                                        |                                            | À déterminer | 45° 41′ 59″ nord, 2° 15′ 46″ est | Monument aux morts de La Courtine |
| Monument aux morts                                            | Latour                                 | La Nouaille                  | Devant la mairie                                                                        |                                            | 1924         | à géolocaliser                   | Monument aux morts |
| Monument aux morts                                            | À déterminer                           | La Serre-Bussière-Vieille    | Dans l'église Saint-Pardoux                                                             |                                            | À déterminer | à géolocaliser                   | Monument aux morts |
| Monument aux morts de 1914-1918                               | À déterminer                           | La Souterraine               | Dans l'église Notre-Dame                                                                |                                            | À déterminer | à géolocaliser                   | Monument aux morts de 1914-1918 |
| Monument aux morts                                            | Charles Hofman                         | La Souterraine               | Dans le square Xavier-Beletout                                                          |                                            | 1923         | à géolocaliser                   | Monument aux morts |
| Monument aux morts                                            | Prosper Lecourtier                     | La Villetelle                | Sur la place de la Mairie                                                               |                                            | À déterminer | à géolocaliser                   | Monument aux morts |
| Monument aux morts                                            | À déterminer                           | Ladapeyre                    | À déterminer                                                                            |                                            | À déterminer | à géolocaliser                   | Monument aux morts |
| Monument aux morts                                            | À déterminer                           | Lavaveix-les-Mines           | À déterminer                                                                            |                                            | À déterminer | à géolocaliser                   | Monument aux morts |
| Monument aux morts                                            | À déterminer                           | Le Chauchet                  | Devant l'église Saint-Julien                                                            |                                            | À déterminer | 46° 06′ 28″ nord, 2° 20′ 00″ est | Monument aux morts du Chauchet |
| Monument aux morts                                            | À déterminer                           | Le Compas                    | À déterminer                                                                            |                                            | À déterminer | à géolocaliser                   | Monument aux morts |
| Monument aux morts                                            | À déterminer                           | Le Grand-Bourg               | Sur la place des Tilleuls, en face de l'église de l'Assomption-de-la-Très-Sainte-Vierge |                                            | 1922         | à géolocaliser                   | Image manquante |
| Monument aux morts des Forges                                 | À déterminer                           | Les Forges (Gouzon)          | Devant le cimetière                                                                     |                                            | À déterminer | à géolocaliser                   | Monument aux morts des Forges |
| Monument aux morts                                            | À déterminer                           | Lourdoueix-Saint-Pierre      | Devant la mairie, près de l'école                                                       |                                            | 1922         | à géolocaliser                   | Monument aux morts |
| Monument aux morts                                            | À déterminer                           | Lussat                       | Sur la croix principale du cimetière                                                    |                                            | À déterminer | 46° 11′ 01″ nord, 2° 20′ 22″ est | Monument aux morts de Lussat |
| Poilu au repos (monument aux morts)                           | Copie d'après Étienne Camus            | Lussat                       | Au chevet de l'église Saint-Martin                                                      |                                            | 1922         | 46° 10′ 57″ nord, 2° 20′ 30″ est | Monument aux morts de Lussat |
| Monument aux morts de 1914-1918                               | À déterminer                           | Magnat-l'Étrange             | Chemin de la Ceinture, au nord de l'église                                              |                                            | À déterminer | 45° 47′ 40″ nord, 2° 16′ 44″ est | Monument aux morts de Magnat-l'Étrange |
| Monument aux maquisards abattus le 7 septembre 1943           | À déterminer                           | Maisonnisses                 | Dans le bois du Thouraud                                                                | Commémore le massacre du bois du Thouraud. | 1947         | à géolocaliser                   | Monument aux maquisards abattus le 7 septembre 1943                                                                                            |
| Monument aux morts de 1914-1918                               | À déterminer                           | Malleret                     | Dans l'église Saint-Jean-Baptiste                                                       | Plaque.                                    | À déterminer | à géolocaliser                   | Image manquante |
| Monument aux morts                                            | À déterminer                           | Malleret                     | À côté de la mairie, au bord de la RD 29                                                |                                            | À déterminer | 45° 45′ 55″ nord, 2° 19′ 12″ est | Monument aux morts de Malleret |
| Poilu au repos (monument aux morts)                           | Copie d'après Étienne Camus            | Mautes                       | Intersection de la RD 25 et de la RD 39                                                 |                                            | À déterminer | 45° 56′ 39″ nord, 2° 23′ 06″ est | Image manquante |
| Monument aux morts de 1914-1918                               | À déterminer                           | Mazeirat                     | RD 89, à l'est de la mairie                                                             |                                            | À déterminer | 46° 08′ 33″ nord, 1° 58′ 51″ est | Monument aux morts de Mazeirat |
| Monument aux morts                                            | À déterminer                           | Mérinchal                    | Sur la place Saint-Pierre                                                               |                                            | 1922         | à géolocaliser                   | Monument aux morts |
| Monument aux morts                                            | Prosper Lecourtier                     | Moutier-d'Ahun               | Devant l'église, au bord de la RD 13                                                    |                                            | 1922         | 46° 05′ 26″ nord, 2° 03′ 18″ est | Monument aux morts de Moutier-d'Ahun |
| La Victoire en chantant (monument aux morts)                  | Copie d'après Charles Édouard Richefeu | Moutier-Malcard              | Intersection de la rue des Écoles (RD 990) et de la RD 56                               |                                            | 1921         | à géolocaliser                   | Image manquante |
| Monument aux morts                                            | À déterminer                           | Moutier-Rozeille             | Sur la place de l'Église, au bord de la RD 21                                           |                                            | À déterminer | 45° 54′ 58″ nord, 2° 11′ 50″ est | Monument aux morts de Moutier-Rozeille |
| Monument aux morts                                            | À déterminer                           | Pontcharraud                 | À déterminer                                                                            |                                            | À déterminer | à géolocaliser                   | Monument aux morts |
| Monument aux morts                                            | À déterminer                           | Roches                       | À déterminer                                                                            |                                            | À déterminer | à géolocaliser                   | Image manquante |
| Monument aux morts de 1914-1918                               | À déterminer                           | Rougnat                      | Sous le porche de l'église Saint-Laurent                                                | Plaque.                                    | À déterminer | à géolocaliser                   | Image manquante |
| Le Poilu victorieux (monument aux morts)                      | Copie d'après Eugène Bénet             | Rougnat                      | En face de la mairie                                                                    |                                            | 1921         | à géolocaliser                   | Le Poilu victorieux (monument aux morts) |
| Monument aux morts                                            | À déterminer                           | Sagnat                       | À côté de l'église Saint-Pierre-ès-Liens                                                |                                            | 1924         | à géolocaliser                   | Image manquante |
| Poilu écrasant l'aigle allemand (d) (monument aux morts)      | Copie d'après Charles-Henri Pourquet   | Saint-Agnant-de-Versillat    | À côté de l'église Saint-Agnan                                                          |                                            | À déterminer | à géolocaliser                   | Poilu écrasant l'aigle allemand (d) (monument aux morts)                                                                                       |
| Poilu au repos (monument aux morts)                           | Copie d'après Étienne Camus            | Saint-Amand-Jartoudeix       | Dans le parc à côté de l'église Saint-Amand                                             |                                            | 1928         | 45° 54′ 54″ nord, 1° 39′ 26″ est | Image manquante |
| Poilu au repos (monument aux morts)                           | Copie d'après Étienne Camus            | Saint-Avit-de-Tardes         | À côté de l'église Saint-Avit                                                           |                                            | À déterminer | 45° 55′ 03″ nord, 2° 17′ 09″ est | Monument aux morts de Saint-Avit-de-Tardes |
| Monument aux morts                                            | À déterminer                           | Saint-Avit-le-Pauvre         | À côté de la mairie                                                                     |                                            | À déterminer | à géolocaliser                   | Monument aux morts |
| Monument aux morts                                            | À déterminer                           | Saint-Bard                   | À côté de l'église Saint-Blaise                                                         |                                            | À déterminer | à géolocaliser                   | Monument aux morts |
| Poilu au repos (monument aux morts)                           | Copie d'après Étienne Camus            | Saint-Chabrais               | Intersection de la rue de la Cure et de la rue du Forgeron                              |                                            | 1922         | 46° 07′ 55″ nord, 2° 12′ 17″ est | Monument aux morts de Saint-Chabrais |
| Monument aux morts de 1914-1918                               | À déterminer                           | Saint-Chabrais               | Dans la nef de l'église Saint-Caprais                                                   |                                            | À déterminer | à géolocaliser                   | Monument aux morts de 1914-1918 |
| Monument aux morts                                            | À déterminer                           | Saint-Dizier-la-Tour         | Devant la mairie                                                                        |                                            | À déterminer | 46° 08′ 46″ nord, 2° 09′ 16″ est | Monument aux morts de Saint-Dizier-la-Tour |
| Monument aux morts de 1914-1918                               | À déterminer                           | Saint-Dizier-la-Tour         | Dans l'église Saint-Dizier                                                              |                                            | À déterminer | à géolocaliser                   | Monument aux morts de 1914-1918 |
| Monument aux morts                                            | À déterminer                           | Saint-Fiel                   | Rue des Écoles (dans la cour d'une ancienne école ?)                                    |                                            | À déterminer | 46° 12′ 46″ nord, 1° 53′ 43″ est | Monument aux morts de Saint-Fiel |
| Monument aux morts                                            | À déterminer                           | Saint-Goussaud               | À déterminer                                                                            |                                            | À déterminer | à géolocaliser                   | Monument aux morts |
| Monument aux morts                                            | À déterminer                           | Saint-Julien-la-Genête       | Rue de l'Église, au sud de l'église                                                     |                                            | À déterminer | 46° 09′ 11″ nord, 2° 28′ 25″ est | Monument aux morts de Saint-Julien-la-Genête                                                                                                   |
| Monument aux morts de 1914-1918                               | Copie d'après Pierre Lorenzi           | Saint-Julien-le-Châtel       | Intersection de la RD 40 et de la RD 84                                                 |                                            | À déterminer | 46° 07′ 03″ nord, 2° 16′ 07″ est | Monument aux morts de Saint-Julien-le-Châtel                                                                                                   |
| Monument aux morts de 1914-1918                               | À déterminer                           | Saint-Loup                   | Dans l'église Saint-Loup                                                                |                                            | À déterminer | à géolocaliser                   | Monument aux morts de 1914-1918 |
| Monument aux morts                                            | À déterminer                           | Saint-Loup                   | Intersection rue George-Sand et de la route de Chénérailles                             |                                            | À déterminer | 46° 08′ 13″ nord, 2° 16′ 12″ est | Monument aux morts de Saint-Loup |
| Monument aux morts                                            | À déterminer                           | Saint-Marc-à-Frongier        | Rue de la Planchette                                                                    |                                            | À déterminer | 45° 55′ 52″ nord, 2° 07′ 17″ est | Monument aux morts de Saint-Marc-à-Frongier |
| Monument aux morts                                            | À déterminer                           | Saint-Marc-à-Loubaud         | Sur le parvis de l'église Saint-Marc                                                    |                                            | À déterminer | 45° 50′ 56″ nord, 1° 59′ 48″ est | Monument aux morts de Saint-Marc-à-Loubaud |
| Monument aux morts de 1793 à 1871                             | À déterminer                           | Saint-Maurice-la-Souterraine | Devant l'ancienne mairie                                                                |                                            | 1906         | 46° 12′ 52″ nord, 1° 25′ 51″ est | Monument aux morts de 1793 à 1871 de Saint-Maurice-la-Souterraine                                                                              |
| Poilu au repos (monument aux morts)                           | Copie d'après Étienne Camus            | Saint-Maurice-la-Souterraine | Intersection de la Grand rue et de la rue de la Betoulle                                |                                            | À déterminer | 46° 12′ 54″ nord, 1° 25′ 48″ est | Monument aux morts de Saint-Maurice-la-Souterraine                                                                                             |
| Poilu au repos (monument aux morts)                           | Copie d'après Étienne Camus            | Saint-Maurice-près-Crocq     | Devant la mairie                                                                        |                                            | À déterminer | 45° 52′ 27″ nord, 2° 19′ 34″ est | Monument aux morts de Saint-Maurice-près-Crocq                                                                                                 |
| Monument aux morts 1914-1918                                  | À déterminer                           | Saint-Merd-la-Breuille       | Dans l'église Saint-Médard                                                              |                                            | À déterminer | à géolocaliser                   | Monument aux morts 1914-1918 |
| Monument aux morts                                            | À déterminer                           | Saint-Oradoux-de-Chirouze    | Intersection de l'allée de la Paix et de la route de la Croix-Longue                    |                                            | À déterminer | 45° 43′ 57″ nord, 2° 19′ 50″ est | Monument aux morts de Saint-Oradoux-de-Chirouze                                                                                                |
| Poilu au repos (monument aux morts)                           | Copie d'après Étienne Camus            | Saint-Pardoux-d'Arnet        | Devant la mairie                                                                        |                                            | À déterminer | à géolocaliser                   | Poilu au repos (monument aux morts) |
| Poilu au repos (monument aux morts)                           | Copie d'après Étienne Camus            | Saint-Pardoux-les-Cards      | Intersecton de la RD 53 et de la route de Chénérailles, à côté de l'église              |                                            | 1922         | 46° 04′ 56″ nord, 2° 07′ 11″ est | Monument aux morts de Saint-Pardoux-les-Cards                                                                                                  |
| Au mépris du danger (d) (monument aux morts)                  | Copie d'après Eugène Bénet             | Saint-Pierre-de-Fursac       | À déterminer                                                                            |                                            | À déterminer | à géolocaliser                   | Image manquante |
| Monument aux morts                                            | À déterminer                           | Saint-Pierre-le-Bost         | Devant la mairie, au bord de la RD 997                                                  |                                            | 1924         | à géolocaliser                   | Image manquante |
| Monument aux morts de 1914-1919                               | À déterminer                           | Saint-Priest                 | Dans la nef de l'église de Saint-Priest                                                 |                                            | À déterminer | à géolocaliser                   | Monument aux morts de 1914-1919 |
| Monument aux morts                                            | À déterminer                           | Saint-Priest-la-Plaine       | Devant l'église Saint-Priest, au bord de la RD 44                                       |                                            | À déterminer | 46° 11′ 29″ nord, 1° 37′ 34″ est | Monument aux morts de Saint-Priest-la-Plaine                                                                                                   |
| Monument aux morts                                            | Prosper Lecourtier                     | Saint-Silvain-Bas-le-Roc     | Sur la place Maurice-Leprat                                                             |                                            | 1925         | 46° 19′ 53″ nord, 2° 13′ 39″ est | Image manquante |
| Monument aux morts                                            | À déterminer                           | Saint-Yrieix-la-Montagne     | Route de Vallière (RD 16), au sud-ouest de l'église Saint-Yrieix                        |                                            | À déterminer | 45° 53′ 00″ nord, 2° 01′ 18″ est | Monument aux morts de Saint-Yrieix-la-Montagne                                                                                                 |
| Monument aux morts                                            | À déterminer                           | Saint-Yrieix-les-Bois        | À déterminer                                                                            |                                            | À déterminer | à géolocaliser                   | Monument aux morts |
| Monument aux morts du 8 juin 1944                             | À déterminer                           | Sainte-Feyre                 | Route Suzanne-Fossey, au lieu-dit « le Pont à la Dauge »                                |                                            | À déterminer | 46° 11′ 31″ nord, 1° 56′ 19″ est | Monument aux morts du 8 juin 1944 de Sainte-Feyre                                                                                              |
| Monument aux morts du 22 août 1944                            | À déterminer                           | Sainte-Feyre                 | Le long de la RD 100, au lieu-dit « le Pont à la Dauge »                                |                                            | À déterminer | 46° 11′ 32″ nord, 1° 56′ 19″ est | Monument aux morts du 22 août 1944 de Sainte-Feyre                                                                                             |
| Monument aux morts                                            | À déterminer                           | Sannat                       | Dans l'église Saint-Martin                                                              |                                            | À déterminer | à géolocaliser                   | Monument aux morts |
| Le Poilu victorieux (monument aux morts)                      | Copie d'après Eugène Bénet             | Sannat                       | Sur la place du 8-Mai-1945                                                              |                                            | 1922         | 46° 07′ 11″ nord, 2° 24′ 28″ est | Monument aux morts de Sannat |
| Poilu au repos (monument aux morts)                           | Copie d'après Étienne Camus            | Sermur                       | À côté de l'église Saint-Hilaire                                                        |                                            | À déterminer | 45° 58′ 35″ nord, 2° 25′ 46″ est | Monument aux morts de Sermur |
| Le Poilu victorieux (monument aux morts)                      | Copie d'après Eugène Bénet             | Soumans                      | À déterminer                                                                            |                                            | À déterminer | à géolocaliser                   | Image manquante |
| Monument aux morts                                            | À déterminer                           | Tardes                       | Le long de la route principale, au nord de l'église                                     |                                            | À déterminer | 46° 08′ 22″ nord, 2° 20′ 46″ est | Monument aux morts de Tardes |
| Poilu écrasant l'aigle allemand (d) (monument aux morts)      | Copie d'après Charles-Henri Pourquet   | Tercillat                    | À déterminer                                                                            |                                            | À déterminer | à géolocaliser                   | Image manquante |
| Monument aux morts                                            | À déterminer                           | Toulx-Sainte-Croix           | À déterminer                                                                            |                                            | À déterminer | à géolocaliser                   | Monument aux morts |
| Monument aux morts                                            | À déterminer                           | Viersat                      | Intersection rue de la Brande (RD 14) et de la rue de Châtel Guyon (RD 64)              |                                            | À déterminer | 46° 16′ 13″ nord, 2° 25′ 47″ est | Monument aux morts de Viersat |
| Monument aux morts                                            | À déterminer                           | Viersat                      | Dans l'église Saint-Sulpice-et-Saint-Blaise                                             |                                            | À déterminer | à géolocaliser                   | Monument aux morts |